# Płocie (jezioro w województwie wielkopolskim)

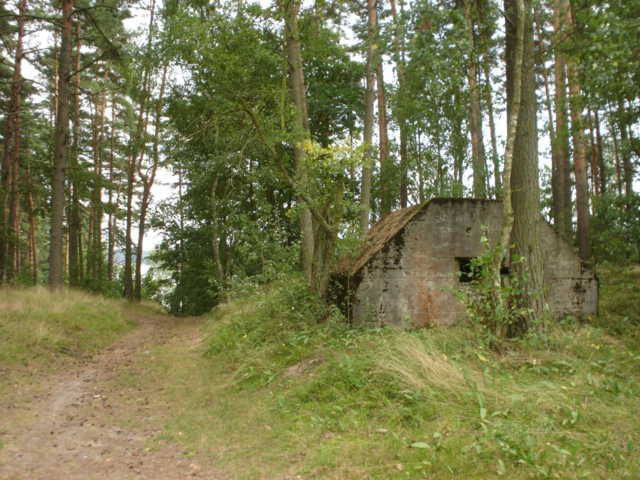
Bunkier nad jeziorem Płotki

Płocie – jezioro w woj. wielkopolskim, w pow. pilskim, w granicach miasta Piła, leżące w Dolinie Gwdy. Według niektórych źródeł mylnie zaliczana do Równiny Wałeckiej.
Jezioro znajduje się na wschodnim obszarze miejskim Piły i służy przede wszystkim rekreacji i turystyce. W ostatnich latach zanotowano znaczny spadek poziomu wody jeziora.
Na wschodnim krańcu jeziora znajduje się duża piaszczysta plaża ze strzeżonym kąpieliskiem i restauracjami. Nad jezioro z centrum miasta prowadzi ścieżka rowerowa.
Na północnym skraju jeziora znajdują się bunkry będące pozostałością części umocnień Pozycji Pilskiej.

## Dane morfometryczne
Powierzchnia zwierciadła wody według różnych źródeł wynosi od 31,0 ha do 31,2 ha do 44,11 ha
.
Zwierciadło wody położone jest na wysokości 75,4 m n.p.m. lub 75,8 m n.p.m. Średnia głębokość jeziora wynosi 10,8 m, natomiast głębokość maksymalna 23,9 m.
W oparciu o badania przeprowadzone w 2004 roku wody jeziora zaliczono do II klasy czystości i I kategorii podatności na degradację. Podobne wyniki uzyskano w 1999 roku.

## Hydronimia
Według urzędowego spisu opracowanego przez Komisję Nazw Miejscowości i Obiektów Fizjograficznych (KNMiOF) nazwa tego jeziora to Płocie. W różnych publikacjach i na mapach topograficznych jezioro to występuje pod nazwą Płotki, będącą nazwą ośrodka wypoczynkowego znajdującego się nad jego brzegiem.